# Ledl AS

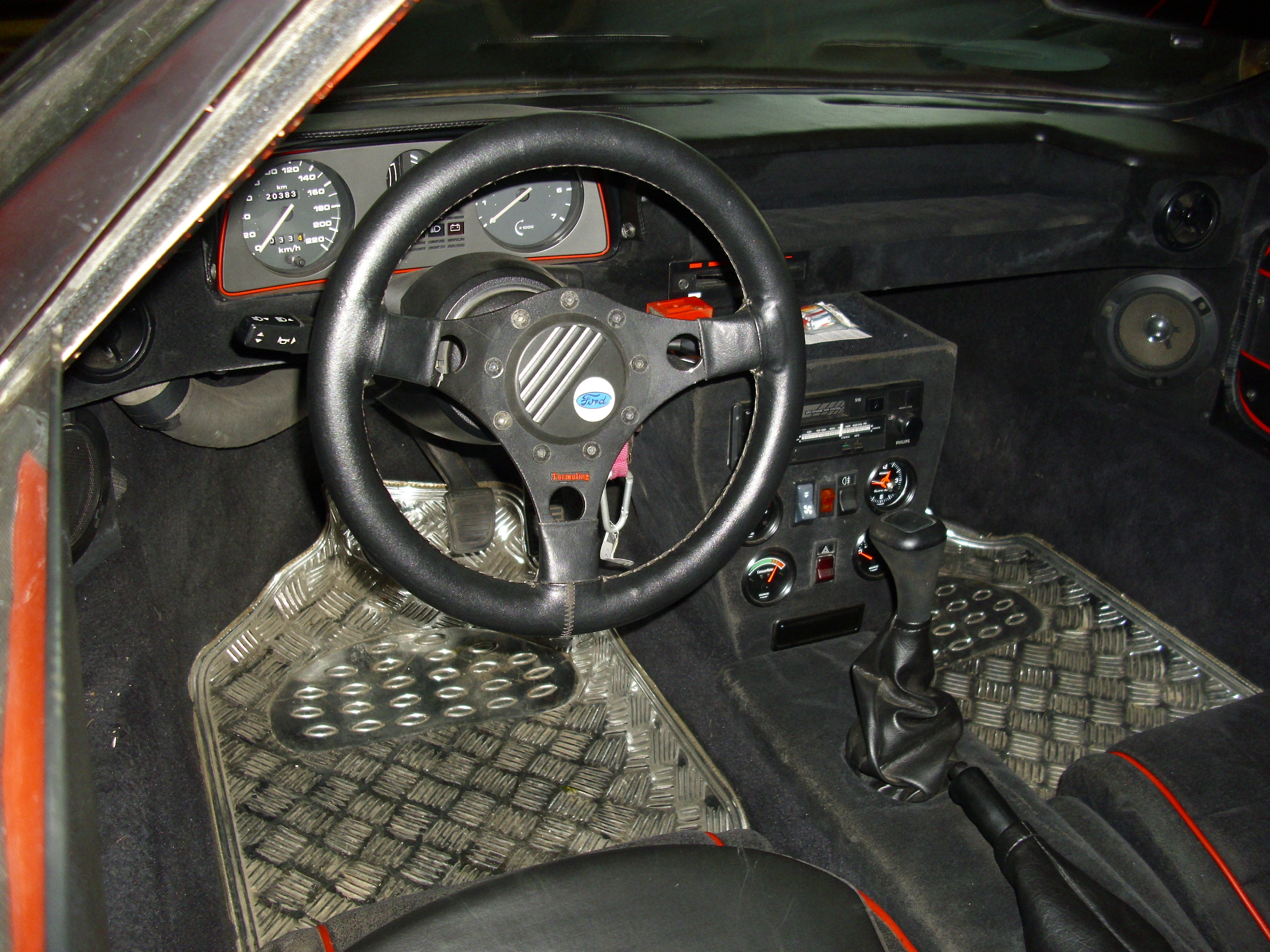
Interieur

Der Ledl AS ist ein zweisitziger Sportwagen der österreichischen Firma Ledl, der zwischen 1981 und 1987 in einer Stückzahl von 249 Exemplaren hergestellt wurde. Das Fahrzeug besitzt eine eigenentwickelte Bodengruppe, somit handelt sich um kein Kit Car, auch wenn zahlreiche Teile von Fahrzeugen anderer Hersteller verwendet wurden.

## Entwicklung
Aus dem 1978 vorgestellten Prototyp Ledl Tanga wurde in umfangreichen Tests das Serienmodell Ledl AS entwickelt und im September 1981 auf der IAA in Frankfurt präsentiert. Die Abkürzung AS in der Typenbezeichnung steht für Austrian Sportscar. Grund für die Namensänderung war die zu große Ähnlichkeit der ursprünglich vorgesehenen Bezeichnung Tanga mit der von Porsche verwendeten Bezeichnung Targa.
Der zweisitzige Sportwagen besitzt eine aus GFK hergestellte Karosserie und verwendet zahlreiche Teile von Serienmodellen anderer Hersteller – so stammen beispielsweise die Klappscheinwerfer vom Porsche 928, die Rücklichter vom Ford Granada und die Handbremse vom Renault R8. Doch auch zahlreiche Österreichische Firmen waren mit der Herstellung von Zulieferteilen beauftragt. Bei der Motorisierung wurde ebenfalls auf bewährte Technik gesetzt, die verwendeten CVH-Vierzylindermotoren von Ford standen jedoch mit ihrer vergleichsweise geringen Leistung ein wenig im Widerspruch zu der an einen Supersportwagen erinnernden Karosserie.
Nach einem vielversprechenden Start – bis zum Herbst 1982 lagen 128 Bestellungen vor – begannen die Probleme mit der Österreichischen Bürokratie: trotz einer erfolgreichen Abnahme durch den TÜV in München verweigerten die Österreichischen Behörden dem Ledl AS die Straßenzulassung. Somit blieb Günter Ledl der wichtige heimische Markt verwehrt, lediglich 17 Fahrzeuge konnten per Gerichtsbeschluss in Österreich zugelassen werden. Doch auch der Export war zu diesen Zeiten noch mit einigen Schwierigkeiten verbunden, wie beispielsweise die vor Österreichs EU-Beitritt erforderlichen Zollformalitäten. Dennoch konnten Fahrzeuge nach Deutschland, Frankreich und in die USA geliefert werden, und selbst nach Japan, Neuseeland und in die Ukraine gelangten Exemplare des Ledl AS.
1987 bedeutete dann die Einführung der Katalysatorpflicht in Österreich das Ende für den Ledl AS. Obwohl der 1,6-Liter-Einspritzermotor des Ford Escort XR3i eine Betriebsgenehmigung besaß, fiel der Ledl AS bei der behördlichen Prüfung durch. Die Lieferung eines passenden Motors von Ford hätte zu lange gedauert, und der dadurch bedingte Produktionsausfall wäre für ein derart kleines Unternehmen nicht zu verkraften gewesen. Insgesamt sind 249 Exemplare des Ledl AS entstanden, lediglich zwanzig davon entfielen auf das Modell AS 130.